# Ванеса Мей
Ванеса-Мей Ванакорн Никълсън (на английски: Vanessa-Mae Vanakorn Nicholson, родена на 27 октомври 1978 г. в Сингапур) е световноизвестна британска музикантка (главно цигуларка) от смесен произход – китайски (по майка) и тайландско-английски (по баща), родена в Сингапур.
Позната е предимно с нейните лични имена Ванеса Мей без фамилните имена от първия и втория баща Ванакорн и Никълсън. Известна е с изпълненията си на цигулка, при които смесва класически творби със съвременни ритми като джаз, техно и други.
През 1994 г. издава албума „The Violin Player“, с който става световноизвестна.
Участва на Зимните олимпийски игри в Сочи 2014 в гигантския слалом за отбора на Тайланд.

## Начало
Родена е в Сингапур през 1978 г. в семейството на китайската адвокатка и полупрофесионална пианистка Памела Тан и на тайландско-английския хотелиер Ворапонг Ванакорн.
Ванеса Мей започва да свири на пиано на 3 г., а на цигулка – на 5 г. Когато е на 4 г., нейните родители се развеждат и тя се премества да живее в Кенсингтън, Лондон с майка си и нейния нов съпруг адвоката Греъм Никълсън. Той настоява тя да започне да взема уроци по цигулка, тъй като е цигулар и мечтае някога дъщеря му да му акомпанира с цигулката.
Изпратена е в Китай, за да усъвършенства техниката си под ръководството на престижния местен професор Лин Яо Дзъ. На 10 г. изнася първия си концерт като солистка, акомпанирана от Лондонския филхармоничен оркестър и получава за подарък от родителите си цигулка, изработена от италианския майстор Джузепе Гуаданини.
Нейният вроден талант е забелязан от директора на Кралския музикален колеж, който веднага я привлича за ученичка. През 1994 г. Ванеса завършва колежа и 2 г. по-късно подписва договор с EMI Group за записване както на класическа, така и на поп музика.

## Професионално израстване
През 1995 г., въоръжена с електрическа цигулка Zeta, Ванеса Мей записва първия си албум, озаглавен The Violin Player. В този албум изпъква нейният стил, който тя нарича техно-акустичен синтез. Темите от The Violin Player са разработени съвместно с Майк Бат, експерт в инструменталната поп музика.
Почти 3-те милиона продадени копия ѝ донасят не само големи печалби, но и покани за участия в концерти на живо от цял свят. Ванеса предприема турнето The Red Hot Violin Player World Tour, като изнася дузина концерти в Азия и Европа. Освен това предприема пътуване до САЩ, където ѝ оказват честта да е първият чужденец, интерпретирал The Star Spangled Banner, националния химн на САЩ. Същата година Ванеса получава и редица награди, сред които Bambi и Echo.
Въпреки заигравката си със синтетичния звук Ванеса не изоставя класическия си репертоар. Турнето от 1996 г. дава място на нов комерсиален видеозапис, направен по време на нейната визита в Германия, озаглавен „На живо от Берлинската Филхармония“. Последвалият „The Classical Album #1“ е материализиране на нейното обещание към феновете, паралелно с поп забежките, да поддържа и кариерата си в класическата музика.
През 1998 г. Ванеса участва в съвместни проекти с различни групи и изпълнители, сред които се отличават Backstreet Boys и Джанет Джаксън, и прави дебюта си като модел. Същата година издава нов поп албум, озаглавен Storm, и предприема следващото си турне Storm on World Tour. На 6 май 2000 г. Ванеса свири в Роял Албърт Хол, където, акомпанирана от Васко Василев, изпълнява версия на „Storm“ при стартирането на церемонията по връчване на наградите Classical Brit Awards.

## Нов имидж
През 2000 г., точно 1 ден преди да навърши 21 г., Ванеса се разделя с майка си, която дотогава изпълнява функцията на неин представител. Раздялата по принцип трябва да е единствено професионална, но Памела Тан отказва каквато и да е връзка с дъщеря си извън тази на бизнес отношенията. Месец по-късно последва раздяла с нейния мениджър Мел Буш поради връзката на последния със създадения квартет „Бонд“. Поради същия мотив се разделя завинаги и с Гей-Ий Уестърхоф.
След като пробва да работи с друг мениджър и се преборва със съмненията си, Ванеса решава, че вече е достатъчно зряла и че може да се оправя и без такъв. Така решава да събере заедно най-добрите си сътрудници и да основе собствена фирма, която нарича Fretless. През 2001 г. издава албума Subject to Change, който представя нейния нов имидж – ритъмът на произведенията е изцяло съвременен, съчетан с етнически мотиви и употребата на синтезатор. Освен това Ванеса се пробва в пеенето, като 3 от темите са придружени от нейния глас. Този албум е последван от ново турне в Европа – Tour of Change. 2004 е годината на нейната раздяла с EMI и присъеднияване към Sony. Същата година издава нов албум, Choreography, в който изпълнява произведения, композирани специално за нея (с изключение на едно) от редица известни азиатски и европейски автори като Толга Кашиф, Вангелис, Уоктър Таиб, Джон Коен, Бил Уелън и А. Р. Рахман.

## Дискография

### Албуми
- Violin (1990)
- Kids' Classics (1991)
- Tchaikovsky & Beethoven Violin Concertos (Vanessa Mae) (1991/1992)
- The Violin Player (1995)
- The Alternative Record from Vanessa-Mae (1996)
- The Classical Album 1 (1996)
- China Girl: The Classical Album 2 (1997)
- Storm (1997)
- The Original Four Seasons and the Devil's Trill Sonata: The Classical Album 3 (1999)
- The Classical Collection: Part 1 (2000)
- Subject to Change (2001)
- The Best of Vanessa-Mae (2002)
- Xpectation (Jazz colaborando con Prince) (2003)
- The Ultimate (2003)
- Choreography (2004)

### Специални издания
- The Violin Player: Japanese Release (1995)
- The Classical Album 1: Silver Limited Edition (1997)
- Storm: Asian Special Edition (1997)
- The Original Four Seasons and the Devil's Trill Sonata: Asian Special Edition (1999)
- Subject to Change: Asian Special Edition (2001)
- The Ultimate: Dutch Limited Edition (2004)

### Сингли
- The Violin Player: Japanese Release (1995)
- The Classical Album 1: Silver Limited Edition (1997)
- Storm: Asian Special Edition (1997)
- The Original Four Seasons and the Devil's Trill Sonata: Asian Special Edition (1999)
- Subject to Change: Asian Special Edition (2001)
- The Ultimate: Dutch Limited Edition (2004)

## Филмография
- The Violin Fantasy (1998)
- Arabian Nights (2000)